# Немченко, Гарий Леонтьевич
Га́рий Лео́нтьевич Не́мченко (род. 17 июля 1936, Отрадная, Северо-Кавказский край) — советский и российский писатель, журналист, прозаик с Кубани.

## Биография
Родился 17 июля 1936 года в станице Отрадной Северо-Кавказского, ныне Краснодарского края.
С золотой медалью окончил Отрадненскую среднюю школу № 1.
После окончания факультета журналистики МГУ в 1959 году приехал в Кузбасс и в течение 12 лет проработал в городе Новокузнецке Кемеровской области на строительстве Западно-Сибирского металлургического комбината, был сотрудником многотиражной газеты «Металлургстрой». После сосредоточился на литературном творчестве и в 1971 году переехал в Москву.
Автор романов «Здравствуй, Галочкин», «Пашка, моя милиция…», «Считанные дни», «Проникающее ранение», «Долгая осень», «Тихая музыка победы», «До…», «Вороной с походным вьюком», повестей «Под вечными звёздами», «Брат, найди брата!..», «Зимние вечера такие долгие…», «Заступница», «Скрытая работа», «Конец первой серии», «Степь ранним летом», «В торопливости жизни», «Плохой сон», «Праздник возвращения птиц», рассказов «Парень, который не успел поменять в голове опилки», «Приписной казак Абдуллах», «Закондраев, или одинокое дел», «Нерест Палтусова», «Короли цепей», «Красный петух плимутрок», «Дикий зверь», «Озябший мальчик», «Письма-посылки», «Колесом дорога», «Всем и каждому», «Журавлиная стая», «Цыганский отпуск», «Северная тишина», «Зазимок», «Малая птаха», «Призраки», «Манок на шёлковой нитке», «Жадюга», «Тихая минута», «Обида», «Хоккей в сибирском городке», «Показание для тебя одного», «Так вижу», «Чувства добрые…», «Хочешь, дам сюжет?..», «Соки земли», «Пустосмехи», «Тихие зарницы», «Эти мамины передачи», «Последний день дома», «Ангелы господни», «Опоздавший», и других, книг очерков «Старая гвардия» (о ветеранах труда), «Человек-корень», «записок похожего» «Почему я не Гавриил Попов».
В июле 2011 года вышел в свет его новый документальный роман «Бригадир», названный писателем как «размышления о Старом Осколе, о старом друге, о старом товариществе» и охватывающий полувековой период истории России.
Его рассказы переведены на французский, венгерский, чешский, польский, грузинский, казахский языки.
Литературный записчик мемуаров выдающегося оружейного конструктора Михаила Калашникова «От чужого порога до Спасских ворот».
Гарий Немченко перевёл на русский язык получившие на Кавказе широкое признание романы народного писателя Адыгеи Юнуса Чуяко «Сказание о Железном Волке» и «Милосердие Чёрных гор, или Смерть за Чёрной речкой». Составитель сборников рассказов и повестей северокавказских писателей «Война длиною в жизнь» (на Национальном конкурсе 2008 года эта книга вошла в десятку лучших в России), «Цепи снеговых гор», «Лес одиночества», «Дорога домой».
Выдвигался на выборах в Госдуму РФ по Прокопьевскому одномандатному округу в декабре 1999 года.
По произведениям Гария Немченко сняты фильмы «Красный петух плимутрок», «Скрытая работа», «Брат, найди брата». «Красный петух плимутрок» занял первое место по числу показов на телевидении с 1975 по 1991 годы. Автор сценариев документальных фильмов «Где Ложкин прячет золото» (об археологе М. Н. Ложкине, открывшем средневековое христианское городище на хуторе Ильич), «Хранитель» (о всемирно известном паремиологе С. Д. Мастепанове), «Казачий круг» (о возрождении казачества на Кубани).
В настоящее время живёт в Москве.

## Награды и почётные звания
- орден «Знак Почёта»
- премия Союза писателей СССР
- премия Всесоюзного совета профсоюзов
- премия имени Николая Островского
- премия имени Пушкина
- премия «Казачий златоуст»
- премия «Образ»
- Международная литературная премия имени Расула Гамзатова
- Всероссийская литературная премия «Прохоровское поле»
- Заслуженный работник культуры Республики Адыгея[1]

## Фильмография
- «Красный петух плимутрок» по одноименному рассказу. с 1975 по 1991 гг. вышел на 1-е место по количеству показов на телевидении [2]
- «Скрытая работа»,
- «Брат, найди брата»
- «Конец первой серии»
- «Быть человеком» по повести «Здравствуй, Галочкин»

## Постановки
- 1976 — «Считанные дни» — радиоспектакль режиссёра Бориса Кондратьева по мотивам одноимённого романа в постановке Московского академического театра имени В. Маяковского.